# Höhen und Tiefen
Höhen und Tiefen ist ein 1915 entstandenes, deutsches Stummfilmdrama mit Erna Morena als Frau zwischen zwei Männern.

## Handlung
Die Gattin eines Gelehrten, eines Professors, wird zwar von diesem abgöttisch geliebt, doch gilt all sein Augenmerk ganz seinen Büchern und Forschungstätigkeiten. Daher fühlt sich die noch junge und lebenslustige Frau vernachlässigt. Um einmal auszuspannen, beschließt das Ehepaar, eine Erholungsreise in die Hochalpen zu unternehmen. Dort begegnet der Ehefrau eines Tages ein junger, frischer Bergtourist, der von einer Tour heimkommt und Blumen gepflückt hat. In seinem Übermut verteilt er die Blumen an die touristische Damenwelt und wirft auch der vernachlässigten Gattin einige in den Schoß. Der Professor ist über dieses ihm unangemessen erscheinende Verhalten sehr erzürnt und stellt den jungen Mann zur Rede. Jener entschuldigt sich für sein Verhalten und erklärt, dass dies wohl mit dem (ihn) seligmachenden Gefühl des hier anzutreffenden Höhenrausches zu erklären sei. Man versöhnt sich rasch und bittet den Fremden an den Tisch des Ehepaares.
Am folgenden Abend bereits promenieren der Tourist und die vernachlässigte Gattin gemeinsam in der freien Natur. Ihr Begleiter lädt sie daraufhin ein, doch mal mit ihm besagten glückseligmachenden Höhenrausch zu genießen und ihn am folgenden Tag auf einer Bergtour zu begleiten. Berauscht von seinen Erzählungen sagt sie ja, während ihr professoraler Gatte nur widerstrebend seine Einwilligung dafür gibt. Hoch auf dem Gletscher angelangt, übermannt den jungen Tunichtgut ein weiteres Mal der Höhenrausch, und er beginnt seine verheiratete Begleiterin stürmisch zu umarmen. Obwohl sie eigentlich nicht abgeneigt ist, stößt die Gelehrtengattin ihn als treue Ehefrau entrüstet zurück. Die zwei klettern dem Gipfel entgegen, da geschieht ein schwerwiegendes Malheur: beide gleiten aus und stürzen in die Tiefe. Schwer verletzt liegen sie Seite an Seite, und nur noch der Tod scheint auf sie zu warten. Ihr Begleiter hat das Bewusstsein verloren, und so wagt sie, im Angesicht des baldigen Todes, ihm einen letzten Kuss zu geben.
Inzwischen beginnt sich ihr Ehemann angesichts des langen Fortbleibens seiner Frau Sorgen zu machen und begibt sich gleichfalls auf Klettertour in die Gipfelhöhen. Er sucht und sucht, kann seine Frau aber nicht finden. Auch ihm geschieht ein fürchterliches Missgeschick. Der professorale Gatte rutscht aus und stürzt gleichfalls in die Tiefe. Mit zerschmetterten Gliedern liegt er tot am Boden. Derweil hat sich eine professionelle Rettungsexpedition auf den Weg gemacht, um die Vermissten zu suchen und zu bergen. Tatsächlich werden die Ehefrau und ihr Touristenbegleiter noch lebend aufgefunden. Wieder genesen, entdeckt die in Gedanken Untreue daheim im Schreibtisch ihres verstorbenen Gatten dessen ergreifende Liebesbekenntnisse ihr gegenüber. Gerührt über soviel Zuneigung, will sie von ihrem Beinah-Geliebten nichts mehr wissen und entscheidet sich dafür, den Rest ihres Lebens dem Andenken ihres verstorbenen Mannes zu widmen.

## Produktionsnotizen
Höhen und Tiefen entstand wohl in der zweiten Jahreshälfte 1915. Die Atelieraufnahmen wurden im Messter-Film-Atelier in der Berliner Blücherstraße 32 angefertigt, zu den Außenaufnahmen reiste das Produktionsteam ins oberbayerische Hochgebirge. Zensurdaten und Uraufführungsdatum (vermutlich 1916) sind nicht bekannt. In Österreich-Ungarn lief das im Dezember 1915 besprochene Bergdrama unter dem Titel Höhenrausch.

## Kritik
„Der neue Film der Erna-Morena-Serie „Höhenrausch“ darf wohl zu den schönsten und besten aller erschienenen Films dieser nach jeder Richtung hin wertvollen Serie gerechnet werden. Erna Morena wirkt durch ihre Eigenart, wie durch ihren persönlichen Charme und ihr verständnisvolles Spiel.“